# Wild Youth (band)
Wild Youth er et irsk indiepopband grundlagt i Dublin i 2016. Gruppen består af vokalist Conor O'Donohoe, trommeslager Callum McAdam samt Ed Porter og David Whelan, der både spiller guitar, keyboard og synger. 
Gruppen vil repræsentere Irland i Eurovision Song Contest 2023 med sangen "We Are One".